# Nord-Troms Museum
Nord-Troms museum är en norsk museiorganisation för de sex kommunerna Lyngen, Storfjord, Kåfjord, Nordreisa, Skjervøy och Kvænangen i Nord-Troms. Museet bildades 1979 efter initiativ av Nord-Troms historielag och hade länge sitt huvudkontor i Bjørklygården i Sørkjosen. Numera ligger det i kulturhuset Halti kultursenter i Storslett i Nordreisa kommun, där det också finns utställningslokaler. Det finns också utställningslokaler för temporära utställningar i Kvænangen. Nord-Troms museum synliggör  bland annat samisk och kvänkultur. 
Nord-Troms museum förvaltar ett antal gårdar och byggnader i de anslutna kommunerna och har en fotografisamling på över 30 000 bilder.

## Tørfoss kvängård

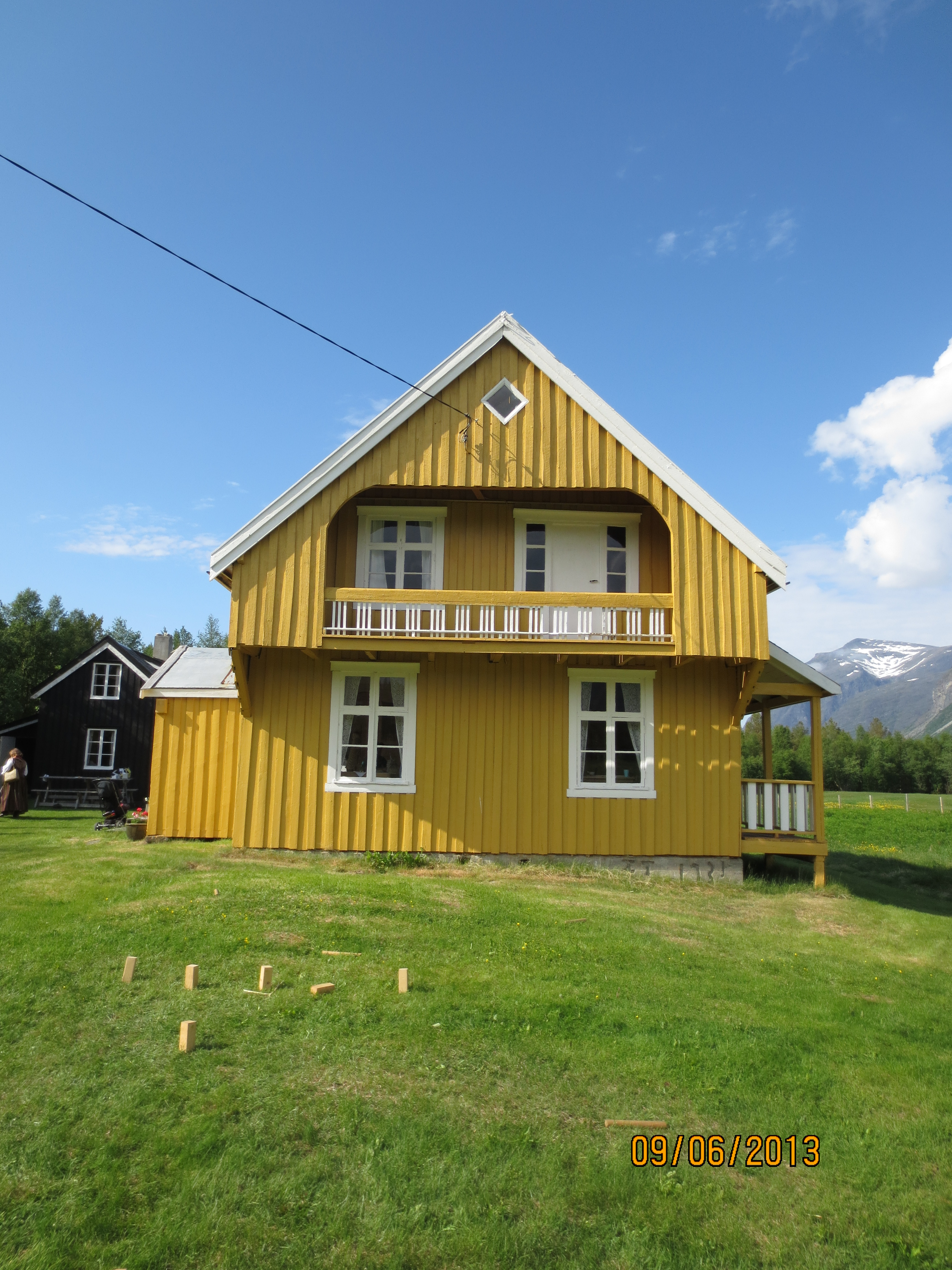
Boningshuset från 1931 på Tørfoss kvängård

Tørfosstunet ligger i Reisas dalgång, omkring 18 kilometer söder om Storslett i Nordreisa kommun och förmedlar kvänernas kultur och historia. Gården Tørfoss uppfördes på 1750-talet och består av boningshus, drängstuga med bakugn, rökbastu i timmer, ladugård och tre bodar: köttbod, ostbod samt klädes- och redskapsbod. 
Bastun är en rökbastu. Tørfoss boningshus är byggt 1931, medan en av bodarna troligen är från den ursprungliga bosättningen av inflyttade från Sverige på 1750-talet.

## Maursunds handelsgård

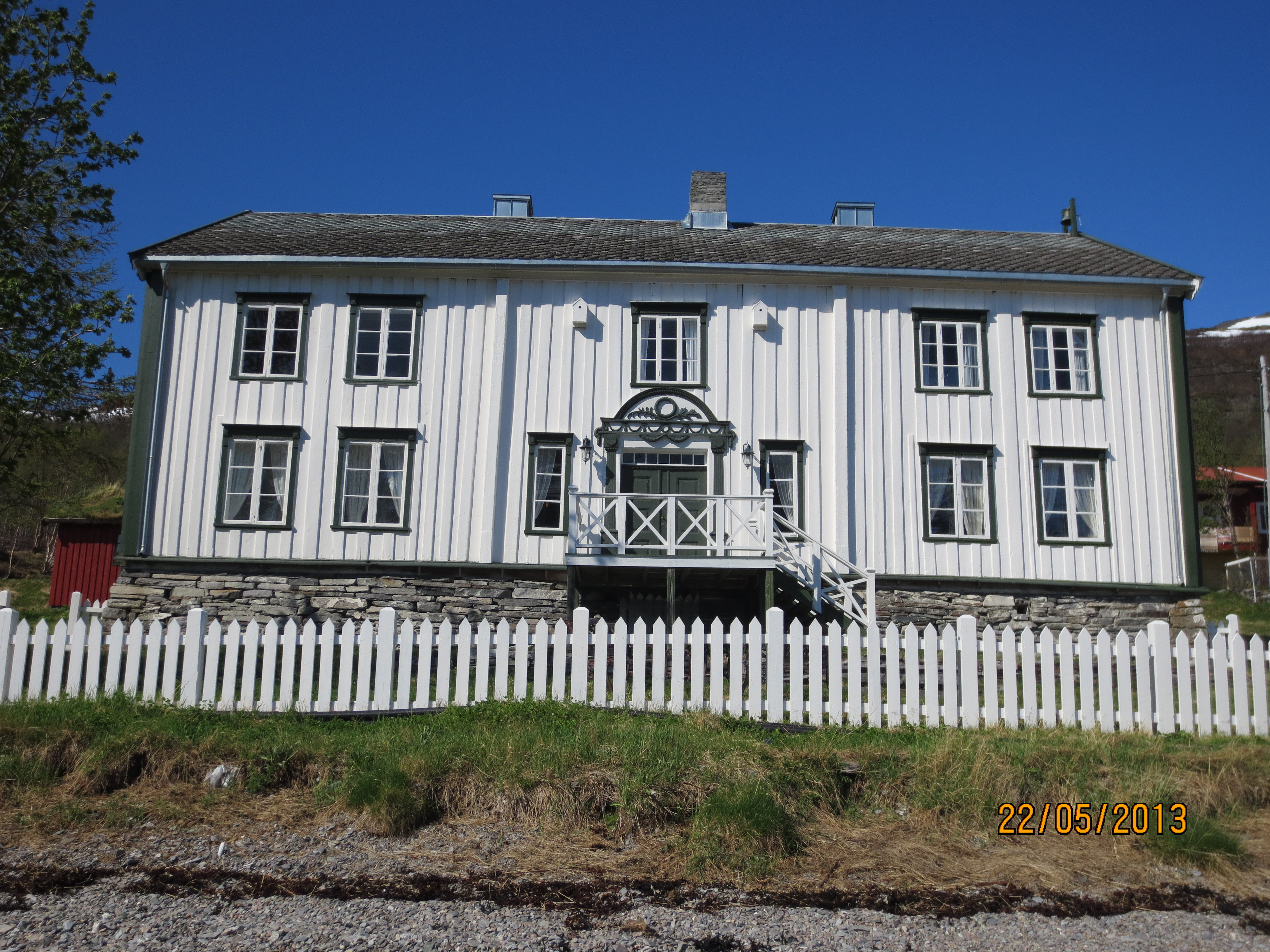
Maursunds handelsgård.

Handelsgården Maursund (69°55′33.45″N 20°51′29.07″Ö / 69.9259583°N 20.8580750°Ö) ligger på ön Kågen i Skjervøy kommun, centralt placerad under en tid då sjövägen var den viktigaste transportleden i regionen. Idag består anläggningen av en huvudbyggnad, ett rekonstruerat båthus och en servicebyggnad. Handelsgården Maursund har varit en betydande handelsgård. Vid 1856 års uttaxering av brandskatt i området fanns förtecknade omkring 20 byggnader på handelsgården. Det omnämns där ett stort båthus, två ladugårdar visthusbod, brygghus, trankokeri och kvarnhus. Under den tyska reträtten och evakueringen 1944 förstördes alla byggnader utom manbyggnaden. 
Manbyggnaden har sin fasad mot havet. Den uppfördes av Niels Giæver från Trondheim 1776. Den blev byggnadsminne 1942, och under restaureringsarbetet återfördes den stilmässigt till mitten av 1800-talet. Tapeterna från 1870 togs fram och sändes till Tyskland för att reproduceras. Huset er vitmålat mot havet och rött på baksidan.
Det har bott folk i Maursundet i många hundra år, och de första handelsmännen från Trondheim slog sig ner i Maursund i början av 1700-talet. Omkring 1750 kom Hans Peter Giæver som handelsman i Skjervøy, och under sonen Niels Giæver hade handelsrörelsen sin storhetstid. Maursunds gård var ett av de största och rikaste handelshusen i området. Segelfartygshandeln med torrfisk och skinn till Bergen var källan till välståndet. Maursund hade egna fartyg. Från Maursund organiserades också sommarfiske efter sej och fjordfiske efter torsk. Gården var i Giæver-familjens ägo fram till 1868.

## Gamsletts fiskare- och bondgård
Gamslett fiskare- och bondgård (69°40′06.94″N 19°48′20.78″Ö / 69.6685944°N 19.8057722°Ö) ligger 500 meter från färjeläget i Svensby i Lyngen kommun. Gamslett är en typisk fiskare- och bondgård som kan dateras till 1700-talet, och bosättningen i området runt Gamslett är gammal. Skriftliga källor visar att det bodde folk där 1569, och gården hade fast bosättning 1610. Gamslett fiskare- och bondgård består i dag av en rad byggnader. Den äldsta delen av gården består av stuga, stall, kohus, visthusbod och sjöbod. Boningshuset är över hundra år gammalt, och är en vanlig tvårumsstuga med spiskammare och sovloft. Kohuset är en rekonstruktion av den ursprungliga ladugården, som revs under andra världskriget. Båthuset, som är byggt 1931, står på samma plats där det tidigare också stod ett båthus. 
Gamslettgården inhyser Alf Gamsletts samlingar. Han levde hela sitt liv på gården och började samla föremål på 1930-talet. Han utförde ett systematiskt insamlingarbete, som resulterade i en utställning i det egna huset, vilket kom att betraktas som ett litet bygdemuseum.

## Holmenes sjösamiska gård
Holmenes (69°29′00.89″N 20°51′53.50″Ö / 69.4835806°N 20.8648611°Ö) ligger i Kåfjorddalen innanför Kåfjorden, och visar upp ett sjösamiskt levnadssätt i Nord-Troms. Gården är från mitten av 1800-talet. Driften på gården var anpassad till de resurser som fanns både på utmarker, på inägor och på havet. 
På Holmenes står flera byggnader som visar olika byggnadsskick och traditioner inom den sjösamiska kulturen. Boningshuset är ett timmerhus, som restaurerats till sitt tidigare skick omkring 1900. Utanför huset står ett vedskjul i stavkonstruktion samt två bodar, vilka användes till lagring av kläder och som sovhus på sommaren, respektive som visthusbod. En bit ifrån boningshuset står en rekonstruerad ladugård. Gårdens stall hade plats för en nordlandshäst. Höloftet är byggt i en kombination av timmer- och stavkonstruktion. Svin- och kohuset är byggt av krokväxta björkstammar och klätt med trävirke, näver och torv. På gränsen mellan inägor och utmarker finns sommarladugården. Nere vid fjärden i Birtavarre finns det en sjöbod, som visar att gården hade anknytning också till havet. 
Vid gården håller museet i hävd den gamla sjösamiska traditionen med varptyngd väv, en vävteknik som var den vanlig i Centraleuropa fram till tidigkristen tid.

## Marknadsplatsen i Skibotn

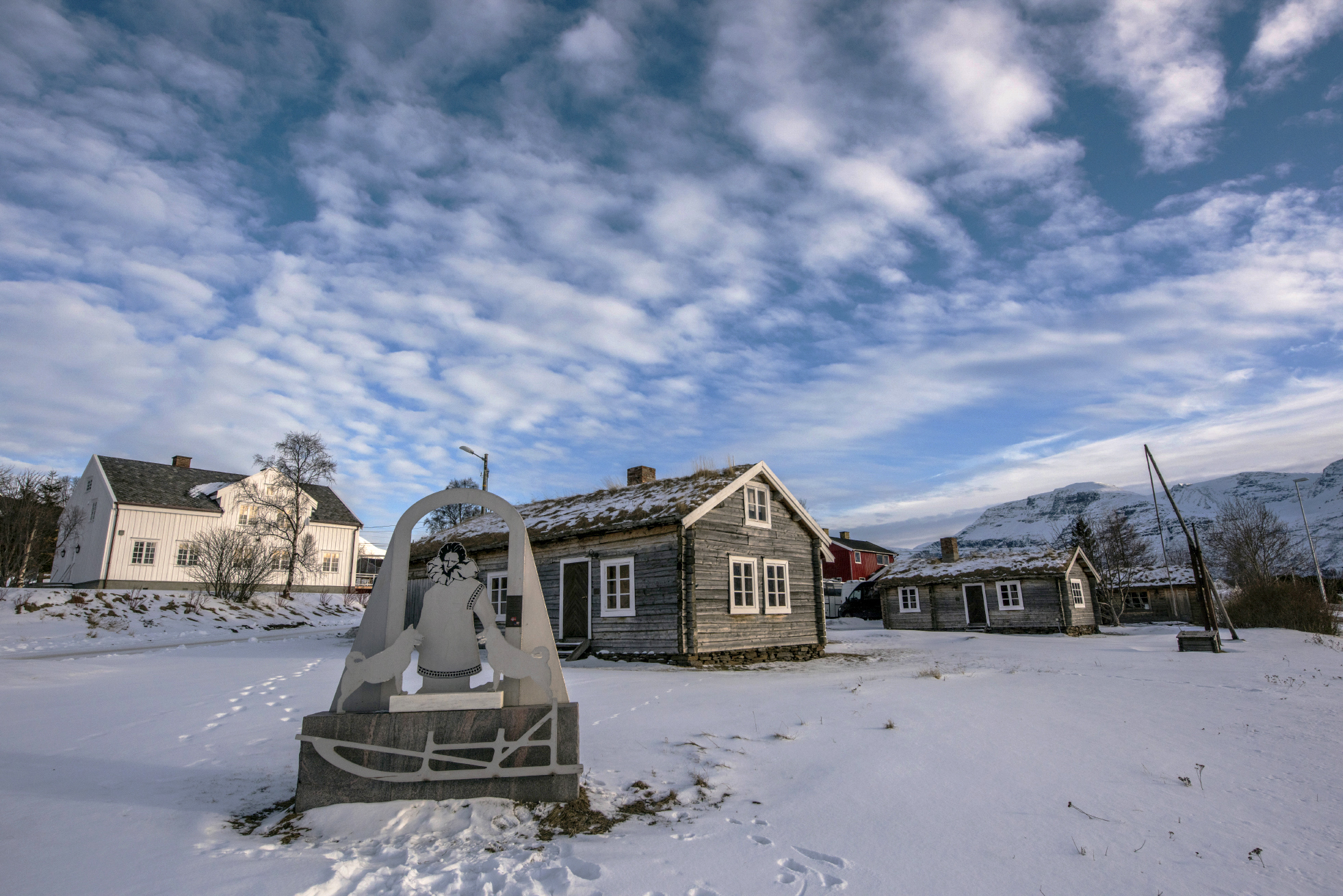
Marknadsplatsen i Skibotn.

Marknadsplatsen i Skibotn (69°23′32.45″N 20°15′56.94″Ö / 69.3923472°N 20.2658167°Ö) ligger innerst i Lygenfjorden, där E6 går idag. Marknaden där var den största i Nord-Troms under flera hundra år, och marknadsplatsen hade en rad stora och små marknadsbodar, där det en gång om året bedrevs handel. Marknadsplatsen består idag av både ursprungliga och rekonstruerade bodar. De äldsta byggnaderna har funnits på denna plats sedan 1880-talet, och den store Rasch-gården, som ligger bredvid, är från omkring 1840.
Det är inte känt när marknader i Skibotn började, men det finns vissa källor som anger att handel har förekommit sedan 1608. På 1700-talet var det två marknader om året, båda vintertid. Senare ökade antalet till tre. Marknaden var en viktig mötesplats, där handelsmän, småbrukare, fiskare, kväner och samer möttes. Marknaden var ett möte mellan tre etniska grupper med tre olika språk och kulturer. Varor, som det handlades med, var bland annat ripor, ren, kaffe, socker, mjöl, fisk och yllevaror. Marknadshandeln upphörde i mitten av 1930-talet.
Den læstadianska väckelserörelsen från 1850-talet fick tidigt fotfäste i Skibotn. Bönehuset uppfördes på 1890-talet, och marknaden blev också en plats för læstadianska möten.

## Opheims småbruk
Opheims gård ligger i Elsnes i Storfjord kommun (69°20′18.63″N 20°03′14.64″Ö / 69.3385083°N 20.0540667°Ö). Den består av ett boningshus från 1916, verkstad, visthusbod, sjöbod, utedass och sommarladugård. Gården var ursprungligen ett torp under den större gården Horsnes, vid vilken bedrivits jordbruk och fiske. De sista inbyggarna var Hans Johan Hansen Opdal (1885-1978) och hans fru Olufine Hansen Opdal. Den bevarade miljön är från första delen av 1900-talet och avspeglar ett gårdsbruk där hantverk, återanvändning och små omständigheter präglade livet. Andelen i hushållet av hemtillverkade redskap, föremål och textilvaror, samt av återbrukade objekt, är hög.

## Huvudmagasin
Nord-Troms museums huvudmagasin ligger i Flerbrukshuset i Kvænangen (69°56′17.77″N 22°02′52.62″Ö / 69.9382694°N 22.0479500°Ö). Magasinet förvarar en samling på 17.000 föremål, huvudsakligen från 1800- och 1900-talen. I anslutning till magasinet finns också i Flerbrukshuset museets största utställningssal för tillfälliga utställningar.

## Skogsstuene
Skogsstuene (69°42′40.67″N 22°15′31.27″Ö / 69.7112972°N 22.2586861°Ö) består av de tre hytterna Gammelstua, Stallen och Nystua. Stugorna tillhör Statsskog och ligger innerst i Kvænangsbotn i Kvænangen kommun. De är tillgängliga efter en omkring 2,8 kilometers fotvandring längs en stig från närmste parkeringsplats.
Gammelstua byggdes på 1880-talet, och de två andra under tidigt 1900-tal. Husen användes under hela året i samband med användningen av utmarken, ibland flyttade till då aktuella arbetsområden. Efter slutet på andra världskriget samlades de tre stugorna där de nu står. På stället uppfördes senare Dalstua, som fortfarande används av Statsskog.
Området där stugorna står, fick 2011 skydd som Kvænangsbotn landskapsvernområde.

## Kommandoplats Frøy
Försvarslinjen Frøy bestod av ungefär 300 ställningar, varav omkring 200 bunkrar, de flesta i Storfjords kommun. Den började anläggas omkring 1990 och togs aldrig i drift, utan lades ned i början av 2000-talet efter det förändrade världsläget. Rivningar av bunkrar påbörjades. Den största bunkern var Kommandoplats Frøy (69°15′38.24″N 19°56′45.47″Ö / 69.2606222°N 19.9459639°Ö) på 1.500 kvadratmeter, vilken förvaltas av Skifte Eiendom. Nord-Troms Museum har haft ett avtal för att visa denna för besökande grupper.
Den norska försvarsmakten tog dock i slutet av 2017 beslut om att visningar och annan kulturell verksamhet på Kommandoplats Frøy skulle upphöra.

## Bjørklygården
Björklygården i Sørkjosen (69°47′09.57″N 20°56′53.95″Ö / 69.7859917°N 20.9483194°Ö) var fram till 2010-talet Nord-Troms Museums administrationsbyggnad. Den används nu som privat gästhem.